# Cúp quốc gia Wales 1960–61
 Cúp quốc gia Wales FAW 1960–61 là mùa giải thứ 74 của giải đấu bóng đá loại trực tiếp hàng năm dành cho các đội bóng ở Wales. Trận chung kết diễn ra trên sân Ninian Park ở Cardiff, với 5,938 khán giả.

## Vòng Một
| Số thứ tự trận | Đội nhà           | Tỉ số | Đội khách                     | Ghi chú                 |
| -------------- | ----------------- | ----- | ----------------------------- | ----------------------- |
| 1              | Gresford Athletic | 5–6   | Overton St Mary's             |                         |
| 2              | Rhostyllen Villa  | 2–5   | Rhosddu                       |                         |
| 3              | Ruthin FC         | v     | Mold Alexandra                | Mold Alexandra withdrew |
| 4              | Buckley Rovers    | 2–1   | Holt Nomads                   |                         |
| 5              | Bradley Rangers   | 3–1   | Thomas Marshall SC Wrexham    |                         |
| 6              | Brymbo Steelworks | 5–3   | Corwen Amateurs               |                         |
| 7              | Llay Welfare      | 14–1  | Queens Park Rangers (Wrexham) |                         |
| 8              | Newtown           | 1–0   | Caersws Amateurs              |                         |
| 9              | Machynlleth       | 5–2   | Llanidloes Town               |                         |
| 10             | Llandrindod Wells | 2–8   | Knighton Town                 |                         |
| 11             | Towyn             | 1–0   | Dolgellau                     |                         |
| 12             | Bala Town         | 2–3   | Barmouth & Dyffryn United     |                         |
| 13             | Seven Sisters     | 1–1   | 3M Gorseinon                  | Thi đấu tại Onllwyn     |
| đá lại         | 3M Gorseinon      | 7–2   | Seven Sisters                 |                         |
| 14             | Cwmavon           | 1–6   | Pontardawe Athletic           |                         |

## Vòng Hai
| Số thứ tự trận | Đội nhà                   | Tỉ số | Đội khách             | Ghi chú              |
| -------------- | ------------------------- | ----- | --------------------- | -------------------- |
| 1              | Caernarfon Town           | 2–3   | Prestatyn Town        |                      |
| 2              | Nantlle Vale              | 3–0   | Penmaenmawr           |                      |
| 3              | Holyhead Town             | 9–2   | Nefyn United          |                      |
| 4              | Overton St Mary's         | 3–2   | Bradley Rangers       |                      |
| 5              | Buckley Rovers            | 5–0   | Denbigh Town          |                      |
| 6              | Ruthin FC                 | 1–1   | Brymbo Steelworks     |                      |
| đá lại         | Brymbo Steelworks         | 3–2   | Ruthin FC             |                      |
| 7              | Druids United             | 2–7   | Chirk AAA             |                      |
| 8              | Rhosddu                   | 3–11  | Llay Welfare          |                      |
| 9              | Llangollen                | 0–1   | Rhos Aelwyd           |                      |
| 10             | Towyn                     | 1–0   | Aberystwyth Town      |                      |
| 11             | Barmouth & Dyffryn United | v     | Builth                | Builth dismissed     |
| 12             | Welshpool                 | 4–5   | Knighton Town         |                      |
| 13             | Newtown                   | 0–2   | Machynlleth           |                      |
| 14             | Ebbw Vale                 | 1–0   | Morriston Town        |                      |
| 15             | Briton Ferry Athletic     | 1–1   | Pembroke Borough      |                      |
| đá lại         | Pembroke Borough          | 7–3   | Briton Ferry Athletic |                      |
| 16             | 3M Gorseinon              | 0–10  | Llanelli              | Thi đấu tại Llanelli |
| 17             | Haverfordwest County      | 1–0   | Ton Pentre            |                      |
| 18             | Port Talbot Athletic      | 0–3   | Brecon Corinthians    |                      |
| 19             | Caerau Athletic           | 4–5   | Pontardawe Athletic   |                      |
| 20             | Ferndale Athletic         | 4–2   | Cardiff Corinthians   |                      |

## Vòng Ba
| Số thứ tự trận | Đội nhà              | Tỉ số | Đội khách                 | Ghi chú            |
| -------------- | -------------------- | ----- | ------------------------- | ------------------ |
| 1              | Pwllheli & District  | 2–1   | Borough United            |                    |
| 2              | Llandudno            | 5–2   | Prestatyn Town            |                    |
| 3              | Bethesda Athletic    | 1–1   | Porthmadog                |                    |
| đá lại         | Porthmadog           | v     | Bethesda Athletic         | Bethesda withdrew  |
| 4              | Nantlle Vale         | 1–1   | Blaenau Ffestiniog        |                    |
| đá lại         | Blaenau Ffestiniog   | 0–4   | Nantlle Vale              |                    |
| 5              | Holyhead Town        | 4–1   | Holywell Town             |                    |
| 6              | Flint Town United    | 1–0   | Colwyn Bay                |                    |
| 7              | Buckley Rovers       | 0–5   | Llay Welfare              |                    |
| 8              | Rhos Aelwyd          | 1–1   | Chirk AAA                 |                    |
| đá lại         | Chirk AAA            | 3–0   | Rhos Aelwyd               |                    |
| 9              | Overton St Mary's    | 2–0   | Brymbo Steelworks         |                    |
| 10             | Machynlleth          | 1–1   | Knighton Town             |                    |
| đá lại         | Knighton Town        | 4–2   | Machynlleth               |                    |
| 11             | Towyn                | 2–1   | Barmouth & Dyffryn United |                    |
| 12             | Ferndale Athletic    | 3–4   | Brecon Corinthians        | Thi đấu tại Brecon |
| 13             | Llanelli             | 6–2   | Pontardawe Athletic       |                    |
| 14             | Haverfordwest County | 6–0   | Ebbw Vale                 |                    |
| 15             | Pembroke Borough     | 1–1   | Lovell's Athletic         |                    |
| đá lại         | Lovell's Athletic    | 7–1   | Pembroke Borough          |                    |

## Vòng Bốn
| Số thứ tự trận | Đội nhà            | Tỉ số | Đội khách            | Ghi chú |
| -------------- | ------------------ | ----- | -------------------- | ------- |
| 1              | Porthmadog         | 3–3   | Nantlle Vale         |         |
| đá lại         | Nantlle Vale       | 4–4   | Porthmadog           |         |
| đá lại         | Porthmadog         | 2–1   | Nantlle Vale         |         |
| 2              | Flint Town United  | 1–2   | Holyhead Town        |         |
| 3              | Llandudno          | 1–0   | Overton St Mary's    |         |
| 4              | Chirk AAA          | 3–2   | Llay Welfare         |         |
| 5              | Rhyl               | 0–1   | Pwllheli & District  |         |
| 6              | Merthyr Tydfil     | 2–0   | Llanelli             |         |
| 7              | Brecon Corinthians | 0–1   | Lovell's Athletic    |         |
| 8              | Barry Town         | 2–1   | Haverfordwest County |         |
| 9              | Knighton Town      | 4–1   | Towyn                |         |

## Vòng Năm
| Số thứ tự trận | Đội nhà               | Tỉ số | Đội khách         | Ghi chú                 |
| -------------- | --------------------- | ----- | ----------------- | ----------------------- |
| 1              | Chester               | 2–1   | Porthmadog        |                         |
| 2              | Llandudno             | 0–1   | Holyhead Town     |                         |
| 3              | Chirk AAA             | 0–8   | Bangor City       |                         |
| 4              | Pwllheli & District   | 0–1   | Wrexham           |                         |
| 5              | Abergavenny Thursdays | 1–3   | Newport County    |                         |
| 6              | Merthyr Tydfil        | 1–1   | Lovell's Athletic |                         |
| đá lại         | Lovell's Athletic     | 3–1   | Merthyr Tydfil    |                         |
| 7              | Knighton Town         | 0–16  | Cardiff City      | Thi đấu tại Ninian Park |
| 8              | Barry Town            | 0–3   | Swansea Town      |                         |

## Vòng Sáu
| Số thứ tự trận | Đội nhà      | Tỉ số | Đội khách         | Ghi chú |
| -------------- | ------------ | ----- | ----------------- | ------- |
| 1              | Bangor City  | 3–1   | Chester           |         |
| 2              | Cardiff City | 2–1   | Newport County    |         |
| 3              | Swansea Town | 5–0   | Holyhead Town     |         |
| 4              | Wrexham      | 2–0   | Lovell's Athletic |         |

## Bán kết
| Bangor City | 3–0 | Wrexham |
| ----------- | --- | ------- |
|             |     |         |

| Swansea Town | 1–1 | Cardiff City |
| ------------ | --- | ------------ |
|              |     |              |

### Đá lại
| Cardiff City | 1–2 | Swansea Town |
| ------------ | --- | ------------ |
|              |     |              |

## Chung kết
| Swansea Town                     | 3–1    | Bangor City |
| -------------------------------- | ------ | ----------- |
| Reynolds · B. Davies · R. Davies | Report | Ellis       |